# Turnišće Desinićko
 Turnišće Desinićko  falu Horvátországban Krapina-Zagorje megyében. Közigazgatásilag Desinićhez tartozik.

## Fekvése
Krapinától 16 km-re nyugatra,  községközpontjától 1 km-re északkeletre a Horvát Zagorje északnyugati részén fekszik.

## Története
A településnek 1857-ben 201, 1910-ben 302 lakosa volt. Trianonig Varasd vármegye Pregradai járásához tartozott. A településnek 2001-ben 136 lakosa volt.

## Külső hivatkozások
Desinić község hivatalos oldala